# Richard Cantinelli
Jean-Paul-Richard Cantinelli est un bibliothécaire et critique d'art français né à Florence le 15 octobre 1870 et mort à Paris le 10 avril 1932.

## Biographie

### Enfance et formation
Richard Cantinelli naît à Florence le 15 octobre 1870. Il fait ses études au Lycée de Bastia puis au Lycée Michelet à Paris. Il effectue son service militaire de 1892 à 1894.
Il s'essaie à la poésie avec un recueil publié en 1895 : Le rouet d'Omphale.
Il est bibliothécaire-adjoint à Marseille de 1896 à 1904.

### Bibliothécaire à Lyon
A l'automne 1903, il est nommé bibliothécaire en chef à la bibliothèque de Lyon, poste qu'il tient jusqu'en 1923.

### Bibliothécaire à Paris
Il monte à Paris en 1924 pour moderniser la bibliothèque Sainte-Geneviève à Paris, mais l'abandon de ce projet le pousse à accepter la direction de la bibliothèque du Palais Bourbon.